# Port Louis
Port Louis är huvudstad i staten Mauritius och landets största stad med cirka 147 688 invånare (2003). Storstadsområdet har 520 000 invånare (2004) på en yta av 164 km² och inkluderar de flesta av Mauritius största orter, till exempel Beau Bassin (Rose Hill), Curepipe, Quatre Bornes och Vacoas/Phoenix. Port Louis har en hamn i Indiska oceanen som är landets viktigaste.

## Historia
Européerna upptäckte staden genom tyska upptäcktsresande år 1598. De gjorde staden till en handelsplats. Därefter kom fransmän till staden, och de koloniserade staden år 1735 under guvernören Mahé de La Bourdonnais ledning. De namngav staden Port Louis efter kung Ludvig XV av Frankrike.
Under franskt styre växte Port Louis till en viktig handelsplats för Mauritius. Det blev även en viktig plats för det Franska ostindiska kompaniet samt blev ett nav för slavhandel.
År 1810 koloniserade britterna landet och Port Louis blev huvudstad för Mauritius, styrt av britterna. Staden förvandlades till en viktig militärbas för den brittiska flottan. Britterna byggde också flera offentliga byggnader i staden, däribland stadshuset, högsta domstolen och det naturhistoriska museet.
Hamnverksamheten ökade i början på 1970-talet, och i slutet av 1970-talet moderniserades hamnen.

## Handel och frakt
Port Louis är stadens centrum för frakt och handel. Sockerexporten var en gång i tiden landets och stadens viktigaste export, men den har ersatts av export av textiler, och inkomster från turister.

## Övrigt
I mitten av staden ligger en fästning byggd på en kulle år 1838. Annars har staden anglikanska och romersk-katolska katedraler, ett konstgalleri, flera bibliotek, forskningsinstitut och regeringsbyggnaden från kolonialtiden. I närheten av staden ligger Aapravasi Ghat, som utsågs till ett av UNESCOs världsarv år 2006.